# Митчелл, Кент
Генри Кент Митчелл II (англ. Henry Kent Mitchell II; род. 29 марта 1939, Олбани) — американский гребной рулевой, выступавший за сборную США по академической гребле в первой половине 1960-х годов. Чемпион летних Олимпийских игр в Токио, бронзовый призёр Олимпийских игр в Риме, победитель и призёр регат национального значения.

## Биография
Кент Митчелл родился 29 марта 1939 года в город Олбани, штат Нью-Йорк.
Занимался академической греблей во время учёбы в Стэнфордском университете, состоял в местной гребной команде «Стэнфорд Кардинал», неоднократно принимал участие в различных студенческих регатах. Позже учился в школе права Калифорнийского университета в Беркли.
Первого серьёзного успеха на взрослом международном уровне добился в сезоне 1960 года, когда вошёл в основной состав американской национальной сборной и благодаря череде удачных выступлений удостоился права защищать честь страны на летних Олимпийских играх в Риме. В зачёте распашных рулевых двоек вместе с гребцами Ричардом Дрэгером и Конном Финдли в финале пришёл к финишу третьим позади экипажей из Объединённой германской команды и Советского Союза — тем самым завоевал бронзовую олимпийскую медаль.
После римской Олимпиады Митчелл остался в составе гребной команды США на ещё один олимпийский цикл и продолжил принимать участие в крупнейших международных регатах. Так, в 1962 году он стартовал на чемпионате мира в Люцерне, где занял в рулевых двойках пятое место.
Находясь в числе лидеров американской национальной сборной, благополучно прошёл отбор на Олимпийские игры 1964 года в Токио. На сей раз совместно с Конном Финдли и Эдвардом Ферри в финале рулевых двоек обошёл всех своих соперников и добавил в послужной список золотую олимпийскую медаль.
За выдающиеся спортивные достижения введён в Зал славы Стэнфордского университета и Национальный зал славы гребного спорта.
Будучи по образованию юристом, впоследствии стал практикующим адвокатом в Пало-Алто. Продолжал заниматься академической греблей в собственном клубе Kent Mitchell Rowing Club, неоднократно принимал участие в различных ветеранских регатах. Трижды избирался мэром поселения Портола-Вэлли.